# Налоговый щит
Налоговый щит (англ. Tax Shield) — эффект, возникающий при реструктуризации капитала компании. Заключается в том, что сумма корпоративного налога, которым облагается собственный капитал, снижается за счёт роста доли заёмного капитала.
Налоговые щиты — планируемые экономии на налоговых выплатах. В финансовом менеджменте, например, при планировании лизинга, используют налоговые щиты: амортизации процентов по кредитам и арендной платы.